# 콩쥐팥쥐 (1967년 영화)
콩쥐팥쥐는 1967년 공개된 대한민국의 영화이다.

## 배역
- 오영일
- 문희
- 윤소정
- 도금봉
- 김희갑
- 양훈